# Jan Wacław Burian
Jan Wacław Burian (zm. 5 sierpnia 1777 w Mogile) – muzyk polski pochodzenia czeskiego, zakonnik z zakonu cystersów.

## Życiorys
Około 1730 wstąpił do klasztoru cystersów w Mogile pod Krakowem, gdzie był kapelmistrzem i kopistą utworów muzycznych. Przyczynił się do powstania bogatych zbiorów nutowych klasztoru.
W dokumentach klasztornych jego nazwisko występuje również w formach Bourian, Buriański, a nawet Baworowski.